# Diplusodon parvifolius
Diplusodon parvifolius là một loài thực vật có hoa trong họ Lythraceae. Loài này được Mart. ex DC. mô tả khoa học đầu tiên năm 1828.